# 低成本自動攻擊系統
低成本自動攻擊系統（Low Cost Autonomous Attack System,LOCAAS）是洛克希德·馬丁於1998年為美國空軍與美國陸軍研發的小型、低成本巡弋飛彈，以對付敵方裝甲單位與人員。該計畫成本約為1500萬美元，並預計以每枚30000美元的價格生產12000枚彈藥。
LOCAAS被發射後，它將由GPS/INS引導至目標區域，並在該區域搜索目標。其上搭載的光學雷達將會判定與目標的距離，並將測得的影像與彈內預載的資料庫進行匹配。彈內電腦將會選出優先程度最高的目標，並將彈頭切換到最適合的引爆模式以達成最大傷害。

## 技術規格
- 重量：45公斤（100磅）
- 長度：0.91公尺（36英吋）
- 飛行速度：370公里/時
- 發動機：一具渦輪噴射引擎
- 航程：>190公里
- 最大滯空時間：30分鐘
- 導引方式：GPS/INS，終端尋標器為光學雷達
- 戰鬥部：7.7公斤的多模式裝藥（可選擇動能彈頭、高爆彈頭或獨頭彈）[3]

## 外部連結
- LOCAAS在Defense Update上的頁面
- LOCAAS在Deagel.com上的頁面（页面存档备份，存于）